# Lamouri Djediat
Lamouri Djediat (en arabe : لعموري جديات), est un footballeur international algérien né le 20 janvier 1981 à Sour El Ghozlane dans la banlieue de Bouira. Il évoluait au poste de milieu offensif.
Il compte 10 sélections en équipe nationale entre 2006 et 2009.

## Biographie
Lamouri s'engage en 2004 avec Paradou AC et joue une saison en Division 2 avant l'accession en 2005 en Division 1, il se fait connaitre grâce à sa vision de jeu et ses capacités techniques ; il rejoint l'ES Sétif en juin 2007 pour la somme de 22 000 000 DA, qui est le plus gros transfert dans l'histoire de la D1.
Il remporte dès sa première saison la Ligue des champions arabes et reçoit le titre de  meilleur joueur du tournoi.
Après trois saisons à l'ES Sétif, il est recruté en 2010 par l'ASO Chlef.
Durant le mercato d'été 2011, il signe un contrat de deux saisons en faveur de l'USM Alger.

### Équipe d'Algérie
Le tableau suivant indique les rencontres de l'équipe d'Algérie dans lesquelles Lamouri Djediat a été sélectionné depuis le 4 juin 2006 jusqu'à 11 février 2009.

## Statistiques
| Saison                | Club                  | Championnat           | Championnat | Championnat | Coupe(s) nationale(s) | Coupe(s) nationale(s) | Compétition(s) continentale(s) | Compétition(s) continentale(s) | Compétition(s) continentale(s) | Autres compétitions | Autres compétitions | Autres compétitions | Total | Total |
| Saison                | Club                  | Division              | M.          | B.          | M.                    | B.                    | Comp.                          | M.                             | B.                             | Comp.               | M.                  | B.                  | M.    | B.    |
| 2003-2004             | Paradou AC            | 2                     | -           | -           | 3                     | 2                     | -                              | -                              | -                              | -                   | -                   | -                   | 3     | 2     |
| 2004-2005             | Paradou AC            | 2                     | -           | 14          | 1                     | 0                     | -                              | -                              | -                              | -                   | -                   | -                   | 1     | 14    |
| 2005-2006             | Paradou AC            | 1                     | 29          | 11          | 1                     | 0                     | -                              | -                              | -                              | -                   | -                   | -                   | 30    | 11    |
| 2006-2007             | Paradou AC            | 1                     | 28          | 4           | -                     | -                     | -                              | -                              | -                              | -                   | -                   | -                   | 28    | 4     |
| 2007-2008             | ES Sétif              | 1                     | 26          | 5           | 1                     | 0                     | C1                             | 4                              | 1                              | ACL                 | 12                  | 5                   | 43    | 11    |
| 2008-2009             | ES Sétif              | 1                     | 26          | 12          | 4                     | 2                     | C3                             | 5                              | 3                              | ACL                 | 7                   | 0                   | 42    | 17    |
| 2009-2010             | ES Sétif              | 1                     | 16          | 0           | 4                     | 2                     | C3+C1                          | 2+4                            | 0+3                            | CNAF                | 4                   | 0                   | 30    | 5     |
| 2010-2011             | ASO Chlef             | 1                     | 24          | 5           | 2                     | 0                     | -                              | -                              | -                              | -                   | -                   | -                   | 26    | 5     |
| 2011-2012             | USM Alger             | 1                     | 25          | 11          | 4                     | 1                     | -                              | -                              | -                              | -                   | -                   | -                   | 29    | 12    |
| 2012-2013             | USM Alger             | 1                     | 21          | 1           | 5                     | 2                     | C3                             | 2                              | 0                              | UAFA                | 7                   | 4                   | 35    | 7     |
| 2013-2014             | USM Alger             | 1                     | 18          | 2           | 2                     | 0                     | -                              | -                              | -                              | -                   | -                   | -                   | 20    | 2     |
| 2014-2015             | CR Belouizdad         | 1                     | 19          | 3           | 2                     | 0                     | -                              | -                              | -                              | -                   | -                   | -                   | 21    | 3     |
| 2015-2016             | USM Bel Abbès         | 2                     | 22          | 2           | 1                     | 0                     | -                              | -                              | -                              | -                   | -                   | -                   | 23    | 2     |
| Total sur la carrière | Total sur la carrière | Total sur la carrière | 254         | 70          | 30                    | 9                     | -                              | 17                             | 7                              | -                   | 30                  | 9                   | 331   | 95    |

## Palmarès
- Championnat d'Algérie (3) :
  - Champion en 2009 avec l'ES Sétif.
  - Champion en 2011 avec l'ASO Chlef.
  - Champion en 2014 avec l'USM Alger.

- Coupe d'Algérie (2) :
  - Vainqueur en 2010 avec l'ES Sétif.
  - Vainqueur en 2013 avec l'USM Alger.

- Ligue des champions arabes (2) :
  - Vainqueur en 2008 avec l'ES Sétif.
  - Vainqueur en 2013 avec l'USM Alger.

- Coupe nord-africaine des clubs champions (1) :
  - Vainqueur en 2009 avec l'ES Sétif.

### Distinctions individuelles
- Meilleur joueur de la Ligue des champions arabes 2007-2008.